# Lasocin
Lasocin [pronunciación en polaco: /laˈsɔt͡ɕin/] es un pueblo en el distrito administrativo de Gmina Brochów, dentro del Distrito de Sochaczew, Voivodato de Mazovia, en el centro-este de Polonia. Se encuentra aproximadamente 7 kilómetros al sudeste de Brochów, 11 kilómetros al noreste de Sochaczew, y 46 kilómetros al oeste de Varsovia.